# Lygistopterus chiapensis
Lygistopterus chiapensis is een keversoort uit de familie netschildkevers (Lycidae). De wetenschappelijke naam van de soort werd in 2003 gepubliceerd door Zaragoza Caballero.